# Maakri tänav
La rue de Maakri (estonien : Maakri tänav) est une rue de Tallinn en Estonie.

## Présentation
La rue Maakri est une rue des quartiers de Maakri et Kompassi de l'arrondissement de Kesklinn.

## Lieux et monuments de la rue
| #     | Image | Réf.                                    |
| ----- | ----- | --------------------------------------- |
| 5     |       | Grande synagogue de Tallinn (1885-1944) |
| 23    |       | BirkHaus en 2011                        |
| 23a   |       | Maakri HUB                              |
| 19/21 |       | Maakri 19/21                            |
| 28a   |       |                                         |
| 30    |       |                                         |
| 36    |       | Maakri 36                               |
|       |       |                                         |